# La Japonaise au bain
La Japonaise au bain est un tableau réalisé en 1864 par le peintre français James Tissot. De format vertical, cette huile sur toile est un nu exécuté dans un style japonesque. Elle représente une jeune Japonaise au kimono entrouvert se tenant debout sur le seuil d'une habitation traditionnelle. Léguée par Gaston Joliet en 1923, l'œuvre est conservée au musée des Beaux-Arts de Dijon, à Dijon, dans la Côte-d'Or.